# قاسم سارة
قاسم طه سارة (ولد 1951 م) طبيبٌ وباحث سوري، له عناية بالتعريب والترجمة. وهو المستشار الإقليمي للبرنامج العربي لمنظمة الصحة العالمية، ومدير شبكة أحسن لتعريب العلوم الصحية، وعضو مراسل بمجمع اللغة العربية بدمشق.

## سيرته
وُلد قاسم طه سارة (أو السَّارة) في دير الزور بسورية، يوم الثلاثاء 26 ربيع الأول 1371هـ الموافق 25 ديسمبر (كانون الأول) 1951م. تخرَّج في كلية الطب البشري بجامعة دمشق، وحصل منها على الإجازة عام 1976، وتابع التخصُّص في الطب الباطني في الجامعة نفسها، وحصل على الشهادة عام 1980. ثم التحقَ بقسم اللغة العربية في كلية الآداب بجامعة حلب، وحصل منها على الإجازة في العربية وآدابها (بكالوريوس) عام 1990. 
يعمل منذ عام 1997 في وَحدة المصطلحات والبرنامج العربي لمنظمة الصحة العالمية. وانتُخب عضوًا مراسلًا في مجمع اللغة العربية بدمشق. وهو يُعَدُّ من العاملين البارزين في مجال التعريب والترجمة على مستوى الوطن العربي، فقد ترجم العديد من الكتب الطبية والعلمية، إضافة لنشره عددًا من المقالات والبحوث والكتب باللغة العربية. 

## آثاره
كتب
1. «علم الفيروسات البشرية» (ترجمة)، صدر عام 2020 عن المركز العربي لتأليف وترجمة العلوم الصحية. (ردمك 9789921700589).
2. «مبادئ علم المصطلحات»، صدر عام 2017 عن دار السلام للطباعة والنشر والتوزيع والترجمة. (ردمك 9789777173070).
3. «معجم أكاديميا الطبي (إنجليزي، فرنسي، عربي)»، صدر عام 2013 عن أكاديميا إنترناشيونال.[1] (ردمك 9789953370927).
4. «أنت والسكَّري: أسلوب شمولي متكامل» (ترجمة)، صدر عام 2013 عن المنظمة العربية للترجمة.[1] (ردمك 9786144340318).
5. «علم التغذية المبسَّط»، صدر عام 1998 عن دار المعرفة.[5]
6. «حديث المجلات الأمراض الهضمية»، صدر عام 1992 عن دار المعرفة.[5]

مقالات
- منهجية المعجم الطبي الموحد: الطبعة الرابعة، شارك بها في المؤتمر السنوي الثالث لمجمع اللغة العربية بدمشق سنة 2004.[6]
- مقالة «الفحص الطبَّي الدوري» في العدد 351 من مجلة العربي الصادرة بتاريخ1 فبراير 1988.[7]

## وصلات خارجية
- احتفالية اليوم العالمي للغة العربية - من قضايا اللغة العربية المعاصرة: وضع المصطلح الطبي واستعماله